# Oskar von Strachwitz
Oskar Adam Julius Ernst Valentin Graf von Strachwitz (* 11. August 1822 in Pawlau; † 4. Februar 1893 in Polnisch-Neukirch) war ein preußischer Generalleutnant und zuletzt Kommandeur der 8. Kavalleriebrigade.

## Leben

### Herkunft
Seine Eltern waren der Landesälteste und Erbherr auf Polnisch Krawarn und Pawlau, Karl von Strachwitz (1796–1866) und dessen erster Ehefrau Marie Friederike, geborene von Stockmans (1799–1837).

### Werdegang
Er erhielt seine Schulbildung auf der Ritterakademie in Liegnitz und der Divisionsschule in Neiße. Nach seinem Abschluss kam er am 25. Juli 1840 als Husar in das 6. Husarenregiment. Dort wurde er am 9. Januar 1841 zum Portepeefähnrich und am 13. Dezember 1842 zum Seconde-Lieutenant befördert. Vom 15. Oktober 1855 bis zum 1. September 1857 war er in die Tierarzneischule abkommandiert. In dieser Zeit wurde er am 15. April 1856 zum Premier-Lieutenant befördert und am 19. Juli 1857 zum Eskadronsführer beim 6. Landwehr-Husarenregiment ernannt. Dort wurde er am 31. Mai 1859 zum Rittmeister befördert. Am 8. Juni 1861 kehrte er als Eskadronschef in das 6. Husarenregiment zurück. Während des Deutschen Krieges von 1866 kämpfte er in der Schlacht bei Königgrätz. Nach dem Krieg wurde er am 30. Oktober 1866 zum Major befördert und als etatmäßiger Stabsoffizier in die 14. Husarenregiment versetzt. Vom 1. Februar 1868 bis zum 1. Mai 1868 war er in das Militär-Reitinstitut abkommandiert.
Während des Deutsch-Französischen Krieges kämpfte er bei Weißenburg, Wörth und Sedan sowie den Belagerungen von Pfalzburg und Paris. Dafür erhielt er am 25. August 1870 das Eiserne Kreuz II. Klasse. Vom 28. Dezember 1870 bis zum 10. Februar 1871 war er als Abteilungskommandeur in den Munitionspark der 3. Armee abkommandiert.
Nach dem Krieg wurde er am 15. Juli 1871 mit der Führung des 21. Dragonerregiments beauftragt, und dazu à la suite desselben gestellt. Am 18. August 1871 zum Oberstleutnant befördert, wurde er am 4. November 1871 Kommandeur des Regiments. Am 2. September 1875 stieg er zum Oberst auf und wurde am 22. September 1877 mit dem Kronen-Orden II. Klasse ausgezeichnet. Am 29. April 1879 wurde er mit der Führung der 8. Kavalleriebrigade beauftragt und dazu à la suite des 21. Dragonerregiments gestellt; am 13. Mai 1879 wurde er als Kommandeur bestätigt. Dort erhielt er am 3. Februar 1880 die Beförderung zum Generalmajor und am 22. Januar 1882 den Roten Adlerorden II. Klasse mit Eichenlaub und Schwertern am Ring. Am 15. Mai 1883 bekam er den Charakter als Generalleutnant und wurde mit Pension zur Disposition gestellt.

### Familie
Strachwitz heiratete am 25. Oktober 1852 in Arnsdorf Hedwig Gräfin von Matuschka (1825–1895). Das Paar hatte mehrere Kinder:
- Georg Friedrich Karl Ernst Maria (* 27. Januar 1855; † 13. Dezember 1910), Herr auf Neudeck ⚭ 1884 Anna Gräfin von Saurma-Jeltsch (* 21. Februar 1862)[1]
- Maria Anna Franziska (* 21. August 1858; † 1944) ⚭ 1877 Viktor Graf von Helmstatt (1851–1935), Majoratsherr von Neckarbischofsheim